# 박남춘
박남춘(朴南春, 1958년 7월 2일~)은 대한민국의 공무원, 정치인이다. 제19·20대 국회의원, 민선 7기 인천광역시장을 역임했다.

## 학력
- 1971년 인천박문국민학교 졸업
- 1974년 동산중학교 졸업
- 1977년 제물포고등학교 졸업
- 1981년 고려대학교 행정학 학사
- 1983년 공군방공포병학교 졸업
- 1995년 웨일스 대학교 대학원 국제운송학 석사

## 경력
- 1980: 제24회 행정고시 합격
- 1985. 9.~1996.10. 해운항만청 유통과 과장
- 1996. 10.~1998. 3. 대통령비서실 해양수산비서실 행정관
- 1998. 3.~2001. 6. 해양수산부 총무과 과장
- 2001. 6.~2001. 12. 국립해양조사원 원장
- 2003. 1.~2003. 2. 노무현 대통령직인수위원회 경제2분과위원회 전문위원
- 2003. 3.~2003.10. 대통령비서실 행정관
- 2003. 10.~2005. 1. 대통령비서실 국정상황실 실장
- 2005. 1.~2005. 8. 대통령비서실 인사제도비서관, 이사관
- 2005. 8.~2006. 5. 대통령비서실 인사관리비서관, 관리관
- 2006. 5.~2007. 12. 대통령비서실 인사수석비서관(차관급)
- 2008. 2.~2008. 3. 제18대 국회의원 선거 인천 중구·동구·옹진군 통합민주당 국회의원 예비후보
- 2012년 4월 11일: 대한민국 제19대 국회의원 선거 당선(인천 남동구 갑, 민주통합당, 초선)
- 2012. 5.~2013. 5. 민주통합당 인천광역시당 남동구 갑 지역위원회 위원장
- 2012년 5월 30일~2016년 5월 29일: 제19대 국회의원(인천 남동구 갑, 민주통합당→민주당→새정치민주연합→더불어민주당, 초선)
  - 2012. 7.~2013. 3. 제19대 국회 전반기 행정안전위원회 위원
  - 2013. 3.~2016. 5. 제19대 국회 전,후반기 안전행정위원회 위원
- 2013. 5.~2014. 3. 민주당 인천광역시당 남동구 갑 지역위원회 위원장
- 2014. 3.~2015. 12. 새정치민주연합 인천광역시당 남동구 갑 지역위원회 위원장
- 2015. 12.~2018. 5. 더불어민주당 인천광역시당 남동구 갑 지역위원회 위원장
- 2016년 5월 30일~2018년 5월 14일: 제20대 국회의원(인천 남동구 갑, 더불어민주당, 재선)
  - 2016. 6.~2017. 7. 제20대 국회 전반기 안전행정위원회 간사
  - 2017. 7.~2018. 5. 제20대 국회 전반기 행정안전위원회 위원
- 2016. 8.~2018. 2. 더불어민주당 인천광역시당 위원장
- 2017. 6.~2018. 2. 더불어민주당 최고위원
- 2018년 6월 13일: 제7회 전국동시지방선거 당선(민선 7기, 인천광역시장, 더불어민주당, 초선)
- 2018. 7.~2022. 6. 제7대 인천광역시장(민선 7기, 더불어민주당, 초선)
- 인천 유나이티드 FC 구단주
- 한국상하수도협회 부회장
- 2019. 8.~2020. 8. 제13대 전국시도지사협의회 감사
- 대한민국해양연맹 고문
- 2020. 8.~2021. 8. 제14대 전국시도지사협의회 부회장
- 2024. 3.~2024. 4. 제22대 국회의원 선거 더불어민주당 인천지역 상임선거대책위원장
- 2025. 5.~ 제21대 대통령 선거 더불어민주당 이재명 대통령 후보 대한민국대전환 선거대책위원회 인천광역시당 상임선거대책위원장

## 역대 선거 결과
|  | 46.98% |

|  | 50.58% |

|  | 57.66% |

|  | 44.55% |

## 소속 정당
| 소속 정당 | 소속 정당      | 소속 기간 | 비고      |
| --------- | -------------- | --------- | --------- |
|           | 통합민주당     | 2008      | 정계 입문 |
|           | 민주당         | 2008~2011 | 당명 변경 |
|           | 민주통합당     | 2011~2013 | 합당      |
|           | 민주당         | 2013~2014 | 당명 변경 |
|           | 새정치민주연합 | 2014~2015 | 합당      |
|           | 더불어민주당   | 2015~현재 | 당명 변경 |

## 같이 보기
- 인천광역시장
- 대한민국의 대통령비서실 수석비서관
- 인천 남동구의 국회의원
- 남동구 갑